# Nati nel 1927/Marzo
| Questa pagina contiene informazioni ricavate automaticamente dalle voci biografiche con l'ausilio del template Bio e di un bot. L'aggiornamento è periodico e automatico e ricostruisce completamente la pagina. Se manca una persona in questa lista, sei pregato di non aggiungerla, ma accertati piuttosto che la sua voce biografica contenga il template Bio e che i dati anagrafici siano correttamente compilati. Se il template Bio manca, inseriscilo tu stesso o, in alternativa, metti l'avviso {{tmp\|Bio}} che ne segnala la mancanza. Se i dati riportati sono sbagliati, correggi direttamente la voce biografica; le modifiche saranno visibili in questa lista entro pochi giorni. Per chiarimenti vedi il progetto biografie. La lista contiene solo le 204 persone che sono citate nell'enciclopedia e per le quali è stato implementato correttamente il template Bio. Pagina aggiornata al 18 ago 2025. |

- 1º marzo - George Ogden Abell, astronomo statunitense († 1983)
- 1º marzo - Harry Belafonte, cantante, musicista e attore statunitense († 2023)
- 1º marzo - Adoor Bhasi, attore indiano († 1990)
- 1º marzo - Robert Bork, avvocato, giurista e magistrato statunitense († 2012)
- 1º marzo - Rino Formica, politico italiano
- 1º marzo - Claude Gensac, attrice francese († 2016)
- 1º marzo - Bill Gunston, scrittore e giornalista britannico († 2013)
- 1º marzo - Vicente Mondéjar Piccio, generale filippino († 2015)
- 1º marzo - Henning Schlüter, attore tedesco († 2000)
- 2 marzo - John Hazen, cestista statunitense († 1998)
- 2 marzo - Erol Keskin, calciatore turco († 2016)
- 2 marzo - Vanni Lòriga, militare, giornalista e scrittore italiano († 2022)
- 2 marzo - Tihomir Ognjanov, calciatore jugoslavo († 2006)
- 2 marzo - Alfredo Schiavo, calciatore e dirigente sportivo italiano († 2009)
- 2 marzo - Piero Travaglini, pittore e scultore svizzero († 2015)
- 2 marzo - Roger Walkowiak, ciclista su strada francese († 2017)
- 3 marzo - Pierre Aubert, politico svizzero († 2016)
- 3 marzo - Paolo Checchi, cestista italiano († 1992)
- 3 marzo - William Kurelek, artista, scrittore e pittore canadese († 1977)
- 3 marzo - Tommy McCook, sassofonista giamaicano († 1998)
- 3 marzo - Christian Menn, ingegnere svizzero († 2018)
- 3 marzo - Ferenc Nyers, calciatore apolide († 2021)
- 3 marzo - Carlo Pes, chitarrista, compositore e arrangiatore italiano († 1995)
- 3 marzo - Bruton Smith, imprenditore statunitense († 2022)
- 4 marzo - Phil Batt, politico e musicista statunitense († 2023)
- 4 marzo - Giacomo Becattini, economista italiano († 2017)
- 4 marzo - Sauro Cavallini, scultore italiano († 2016)
- 4 marzo - Thayer David, attore statunitense († 1978)
- 4 marzo - Mauro Ianniello, politico italiano († 1999)
- 4 marzo - Dick Savitt, tennista statunitense († 2023)
- 4 marzo - Jan van Schijndel, calciatore olandese († 2011)
- 5 marzo - Jack Cassidy, attore statunitense († 1976)
- 5 marzo - Raffaele Castielli, vescovo cattolico italiano († 2018)
- 5 marzo - Lino Grava, calciatore italiano († 2010)
- 5 marzo - Stan Heath, giocatore di football americano statunitense († 2010)
- 5 marzo - Robert Lindsay, XXIX conte di Crawford, nobile e politico scozzese († 2023)
- 5 marzo - Raisa Mament'eva, cestista sovietica († 2001)
- 5 marzo - Jiří Siegel, cestista e architetto cecoslovacco († 2012)
- 5 marzo - Tecla Tofano, artista e scrittrice venezuelana († 1995)
- 5 marzo - Marko Valok, calciatore e allenatore di calcio jugoslavo († 2024)
- 6 marzo - LeRoy Gordon Cooper, astronauta statunitense († 2004)
- 6 marzo - Gabriel García Márquez, scrittore, giornalista e saggista colombiano († 2014)
- 6 marzo - Agostino Lombardo, anglista, critico letterario e traduttore italiano († 2005)
- 6 marzo - Mario Picchi, scrittore, traduttore e critico letterario italiano († 1996)
- 6 marzo - Samuel Schoenbaum, saggista e biografo statunitense († 1996)
- 6 marzo - Sugiuchi Kazuko, giocatrice di go giapponese
- 6 marzo - Norman Treigle, basso statunitense († 1975)
- 7 marzo - Aleksandr Alpatov, calciatore e allenatore di calcio sovietico († 2006)
- 7 marzo - James Broderick, attore statunitense († 1982)
- 7 marzo - Víctor Brown, calciatore boliviano
- 7 marzo - Philippe Clay, attore e cantante francese († 2007)
- 7 marzo - Lallo Gori, compositore italiano († 1982)
- 8 marzo - Ivan Gobry, storico e storico della filosofia francese († 2017)
- 8 marzo - Stanisław Kania, politico polacco († 2020)
- 8 marzo - Manfred R. Köhler, regista, sceneggiatore e direttore del doppiaggio tedesco († 1991)
- 8 marzo - Mickey Morton, attore statunitense († 1993)
- 8 marzo - Werner Potzernheim, pistard tedesco († 2014)
- 8 marzo - Christian Pravda, sciatore alpino austriaco († 1994)
- 8 marzo - Ramon Revilla, attore e politico filippino († 2020)
- 9 marzo - Richie Ashburn, giocatore di baseball statunitense († 1997)
- 9 marzo - Will Ferdy, cantante e cabarettista belga († 2022)
- 9 marzo - Jaime de Armiñán, regista, sceneggiatore e drammaturgo spagnolo († 2024)
- 10 marzo - Quinto Bertoloni, calciatore e allenatore di calcio italiano († 2010)
- 10 marzo - Jupp Derwall, allenatore di calcio e calciatore tedesco († 2007)
- 10 marzo - Raul Figueiredo, calciatore portoghese
- 10 marzo - Giovanni Godoli, astronomo italiano († 2006)
- 10 marzo - Robert W. Kearns, inventore statunitense († 2005)
- 10 marzo - Claude Laydu, attore belga († 2011)
- 10 marzo - Michail Ryžak, pallanuotista sovietico († 2003)
- 10 marzo - Barbara Sinatra, modella, filantropa e socialite statunitense († 2017)
- 10 marzo - Giuseppe Turini, politico italiano († 2018)
- 10 marzo - Paul Wunderlich, artista tedesco († 2010)
- 11 marzo - Mario Baroni, ciclista su strada italiano († 1994)
- 11 marzo - Vince Boryla, cestista, allenatore di pallacanestro e dirigente sportivo statunitense († 2016)
- 11 marzo - Odette Drand, schermitrice francese († 2019)
- 11 marzo - Han Drijver, hockeista su prato olandese († 1986)
- 11 marzo - Joachim Fuchsberger, attore tedesco († 2014)
- 11 marzo - Enzo Mazzi, presbitero italiano († 2011)
- 11 marzo - Freda Meissner-Blau, attivista e politica austriaca († 2015)
- 11 marzo - Günter Rittner, pittore e illustratore tedesco († 2020)
- 11 marzo - Joan Segarra, calciatore e allenatore di calcio spagnolo († 2008)
- 11 marzo - Luca Sportelli, attore italiano († 1999)
- 11 marzo - Josep Maria Subirachs, scultore, pittore e scenografo spagnolo († 2014)
- 12 marzo - Raúl Ricardo Alfonsín, politico argentino († 2009)
- 12 marzo - André Green, psicoanalista francese († 2012)
- 12 marzo - Aleksandr Tarasov, pentatleta sovietico († 1984)
- 13 marzo - Kalevi Heinänen, cestista finlandese († 2008)
- 13 marzo - Lucien Kroll, architetto e saggista belga († 2022)
- 13 marzo - Stanisław Szmajzner, superstite dell'Olocausto e partigiano polacco († 1989)
- 13 marzo - Jozef Zlatňanský, vescovo cattolico slovacco († 2017)
- 14 marzo - Philippe Lemaire, attore francese († 2004)
- 14 marzo - Bill Rexford, pilota automobilistico statunitense († 1994)
- 14 marzo - Chuck Share, cestista statunitense († 2012)
- 14 marzo - Emilio Zavattini, fisico italiano († 2007)
- 15 marzo - Monique Ballue, cestista francese († 2018)
- 15 marzo - Sybil B. G. Eysenck, psicologa britannica († 2020)
- 15 marzo - Al Herman, pilota automobilistico statunitense († 1960)
- 15 marzo - Maija Isola, designer finlandese († 2001)
- 15 marzo - Christian Marquand, attore e regista francese († 2000)
- 15 marzo - Aaron Rosand, violinista e insegnante statunitense († 2019)
- 15 marzo - Brian Shenton, velocista britannico († 1987)
- 16 marzo - Sheila Bond, attrice e cantante statunitense († 2017)
- 16 marzo - Manuel Cargaleiro, ceramista e pittore portoghese († 2024)
- 16 marzo - Roy Chiao, attore cinese († 1999)
- 16 marzo - Gino D'Antonio, fumettista italiano († 2006)
- 16 marzo - Bob Harris, cestista statunitense († 1977)
- 16 marzo - Vladimir Michajlovič Komarov, cosmonauta sovietico († 1967)
- 16 marzo - Daniel Patrick Moynihan, politico, sociologo e diplomatico statunitense († 2003)
- 16 marzo - Olga San Juan, attrice e cantante statunitense († 2009)
- 16 marzo - José Vizcarra Nieto, cestista peruviano († 1976)
- 17 marzo - Dolores Abbiati, politica, sindacalista e partigiana italiana († 2001)
- 17 marzo - Patrick Allen, attore britannico († 2006)
- 17 marzo - Cora Combs, wrestler statunitense († 2015)
- 17 marzo - Francisco González Ledesma, giornalista e scrittore spagnolo († 2015)
- 17 marzo - Rudy Ray Moore, comico, attore e cantante statunitense († 2008)
- 17 marzo - Banneddu Ruiu, direttore di coro, compositore e etnomusicologo italiano († 2017)
- 17 marzo - Roberto Suazo Córdova, politico e medico honduregno († 2018)
- 18 marzo - Mohamed Ben Ahmed Abdelghani, militare e politico algerino († 1996)
- 18 marzo - Domingo Bárcenas, cestista, pallamanista e allenatore di pallamano spagnolo († 2000)
- 18 marzo - Angelo Demurtas, giornalista italiano († 2014)
- 18 marzo - Lea Deutsch, attrice croata († 1943)
- 18 marzo - John Kander, compositore statunitense
- 18 marzo - Franco Piga, politico italiano († 1990)
- 19 marzo - Edoardo Calleri, imprenditore e politico italiano († 2002)
- 19 marzo - Donato Michele Fragassi, politico italiano († 2009)
- 19 marzo - Reidar Kristiansen, calciatore norvegese († 1999)
- 19 marzo - Juan Lombardo, ammiraglio argentino († 2019)
- 19 marzo - Allen Newell, psicologo, informatico e matematico statunitense († 1992)
- 20 marzo - Juan Buceta, pallanuotista uruguaiano († 2017)
- 20 marzo - John Joubert, compositore britannico († 2019)
- 20 marzo - Pier Ugo Melandri, calciatore e dirigente sportivo italiano († 2007)
- 20 marzo - Julio Ribéra, fumettista spagnolo († 2018)
- 20 marzo - Teofilo Sanson, imprenditore e dirigente sportivo italiano († 2014)
- 21 marzo - Halton Arp, astronomo statunitense († 2013)
- 21 marzo - Rosa Balistreri, cantautrice e cantastorie italiana († 1990)
- 21 marzo - Angiolo Bandinelli, scrittore e politico italiano († 2022)
- 21 marzo - Innocenzo Chatrian, fondista italiano († 2019)
- 21 marzo - Hans-Dietrich Genscher, politico tedesco († 2016)
- 21 marzo - Guido Leontini, attore italiano († 1996)
- 21 marzo - Albino Lucatello, pittore italiano († 1984)
- 21 marzo - Virginia Weidler, attrice statunitense († 1968)
- 22 marzo - Marty Blake, dirigente sportivo statunitense († 2013)
- 22 marzo - Nedda Guidi, ceramista, scultrice e pittrice italiana († 2015)
- 22 marzo - Antonio Isasi-Isasmendi, regista, sceneggiatore e produttore cinematografico spagnolo († 2017)
- 22 marzo - Pasquale Sorrenti, saggista e poeta italiano († 2003)
- 22 marzo - Vittorio Vighi, vignettista, pittore e sceneggiatore italiano († 2008)
- 23 marzo - Gábor Benedek, ex pentatleta ungherese
- 23 marzo - Vincenzo Gallizzi, politico e sindacalista italiano († 2019)
- 23 marzo - Gunnar Karlsson-Tjörnebo, siepista svedese († 2009)
- 23 marzo - Mario Sichel, ex calciatore italiano
- 23 marzo - Paul Walther, cestista statunitense († 2014)
- 24 marzo - Anna Pellissier, sciatrice alpina italiana († 2017)
- 24 marzo - Martin Walser, scrittore tedesco († 2023)
- 24 marzo - Eddie Wilcox, calciatore gallese († 2015)
- 25 marzo - Tina Anselmi, politica e partigiana italiana († 2016)
- 25 marzo - Bill Barilko, hockeista su ghiaccio canadese († 1951)
- 25 marzo - Vasco Calonaci, politico italiano († 1998)
- 25 marzo - Leslie Claudius, hockeista su prato indiano († 2012)
- 25 marzo - Andrea Devoto, psichiatra italiano († 1994)
- 25 marzo - Vladimir Ovčarek, violinista russo († 2007)
- 25 marzo - Elettra Romani, attrice teatrale, comica e cabarettista italiana († 2022)
- 26 marzo - Harold Chapman, fotografo britannico († 2022)
- 26 marzo - Jürgen Goslar, attore, regista e sceneggiatore tedesco († 2021)
- 26 marzo - Hana Kopáčková, cestista cecoslovacca († 2020)
- 26 marzo - Stefan Zubrzycki, matematico polacco († 1968)
- 26 marzo - Sara Zyskind, scrittrice e superstite dell'Olocausto polacca († 1995)
- 27 marzo - Cecil Bødker, scrittrice e poetessa danese († 2020)
- 27 marzo - Ferdinando Danesi, poliziotto italiano († 1970)
- 27 marzo - François Furet, storico francese († 1997)
- 27 marzo - Elia Lazzari, politico italiano († 2019)
- 27 marzo - Juan Nuño, filosofo venezuelano († 1995)
- 27 marzo - Miguel Picazo, regista, sceneggiatore e attore spagnolo († 2016)
- 27 marzo - Mstislav Leopol'dovič Rostropovič, violoncellista e direttore d'orchestra russo († 2007)
- 27 marzo - Renato Solmi, storico e traduttore italiano († 2015)
- 27 marzo - Karl Stotz, calciatore e allenatore di calcio austriaco († 2017)
- 28 marzo - Onorio Busnelli, ex calciatore italiano
- 28 marzo - Theo Colborn, ecologa statunitense († 2014)
- 28 marzo - Edda Fagni, politica e sindacalista italiana († 1996)
- 28 marzo - Waldemar González, calciatore uruguaiano
- 28 marzo - Giovanni Menozzi, ex calciatore italiano
- 28 marzo - Bruno Ragazzo, calciatore italiano († 2017)
- 29 marzo - Pier Luigi Bacchini, poeta italiano († 2014)
- 29 marzo - Vincenzo Falanga, attore italiano († 1999)
- 29 marzo - Martin Fleischmann, chimico ceco († 2012)
- 29 marzo - Carlo Hauner, designer, architetto e pittore italiano († 1996)
- 29 marzo - Bjørge Lillelien, giornalista norvegese († 1987)
- 29 marzo - Dario Michaelis, attore argentino († 2001)
- 29 marzo - Arthur Ravenel Jr., politico statunitense († 2023)
- 29 marzo - John Vane, biochimico britannico († 2004)
- 29 marzo - Antonio Varisco, carabiniere italiano († 1979)
- 30 marzo - Egon Günther, regista e sceneggiatore tedesco († 2017)
- 30 marzo - Elio Morselli, giurista italiano († 2017)
- 30 marzo - Francesco Pontone, politico e avvocato italiano († 2019)
- 30 marzo - Lino Rizzi, giornalista italiano († 2001)
- 31 marzo - Gennaro Alfano, politico italiano († 2015)
- 31 marzo - César Chávez, sindacalista e attivista statunitense († 1993)
- 31 marzo - William Daniels, attore statunitense
- 31 marzo - Joan Feynman, astrofisica statunitense († 2020)
- 31 marzo - James Forrest, calciatore scozzese († 1992)
- 31 marzo - Emilio Gabba, storico italiano († 2013)
- 31 marzo - Vladimir Sergeevič Il'jušin, aviatore e dirigente sportivo sovietico († 2010)
- 31 marzo - Eduardo Martínez Somalo, cardinale e arcivescovo cattolico spagnolo († 2021)
- 31 marzo - Tetsuji Murakami, karateka giapponese († 1987)
- 31 marzo - James Yaffe, scrittore, sceneggiatore e insegnante statunitense († 2017)